# ميخائيل أندرو
ميخائيل أندرو (بالإنجليزية: Michael Andrew)‏ هو سباح أمريكي، ولد في 18 أبريل 1999 في أبردين في الولايات المتحدة.